# Freeport (hrabstwo Cumberland)
Freeport – jednostka osadnicza w Stanach Zjednoczonych, w stanie Maine, w hrabstwie Cumberland.